# Téli fülőke

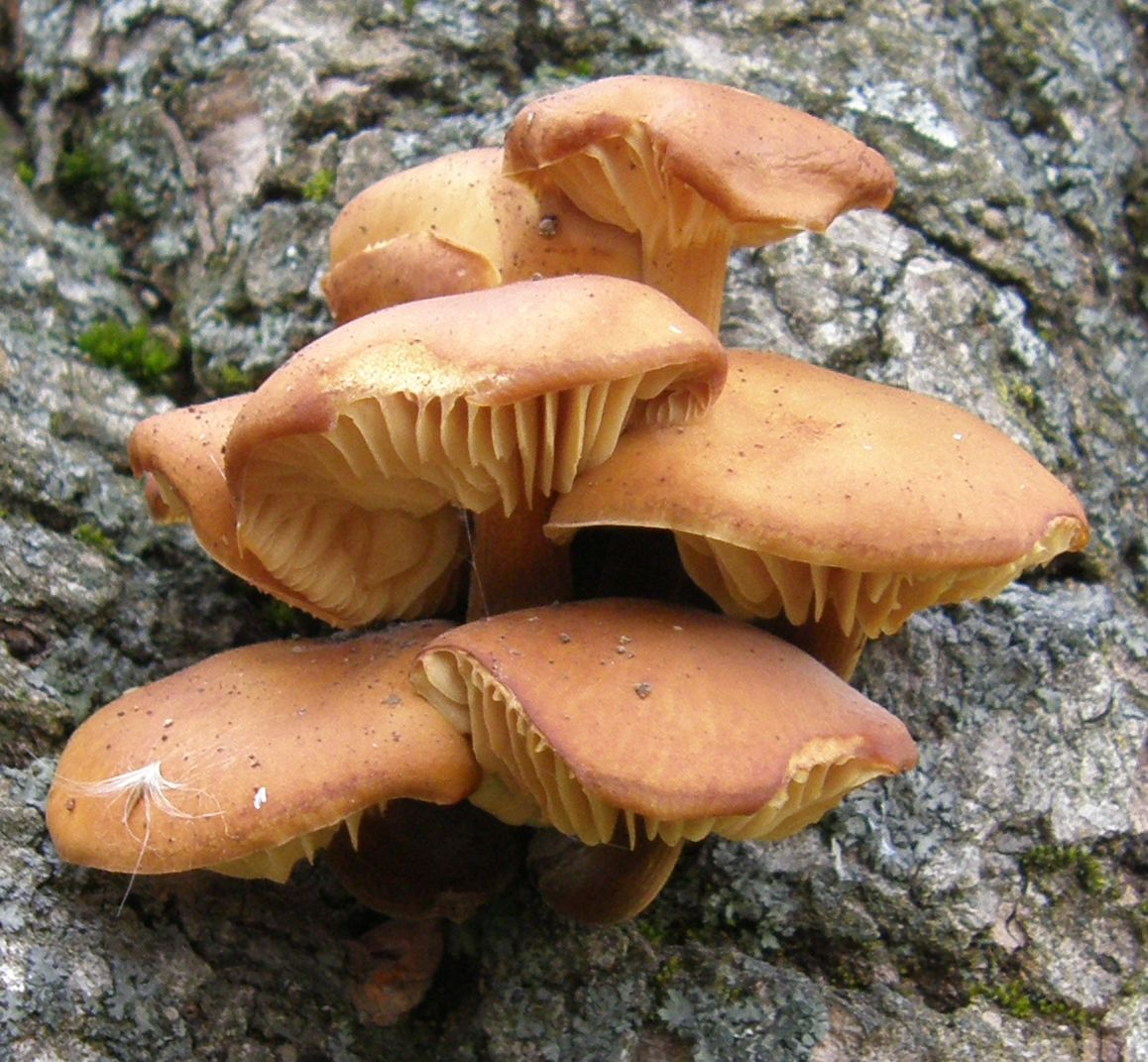
Téli fülőke – Nagyberényben 2011 decemberében

A téli fülőke (Flammulina velutipes) az Európában négy fajt számláló Flammulina nemzetség leggyakoribb képviselője. Kis méretű, sajátos ízű termőtesteit régóta fogyasztják Kelet-Ázsiában. Az egész északi mérsékelt és hideg övben elterjedt faj, Japántól Szibérián és Európán keresztül az észak-amerikai kontinensig gyakori, de találták már Ausztráliában is példányait.

## Jellemzői
A gomba kalapja 1–5 cm átmérőjű, sárga-rozsdasárga, közepe gyakran sötétebb, gyengén bordázott, vékony húsú, nyirkos időben tapadós. A lemezek halvány sárgásak, néha fehérek, viszonylag vastagok, kissé távol állók és foggal tönkhöz nőttek. Az alul sötétbarna, felfelé világosabb tönk főleg az alsó felén bársonyos felületű, szívós húsú, 3–8 cm hosszú. Húsa a többi fülőkefajhoz hasonlóan rugalmas, sárgás-fehéres. Íze és illata jelentéktelen. Spórapora fakó sárga, a spórák elliptikusak, méretük 7‑9 × 4‑6 μm.

## Előfordulása
Lombos fák tuskóin – leggyakrabban fűzön, nyárfán, kőrisen és bodzán, de ritkábban élő fán is találhatjuk. Kivételes esetekben tűlevelű fa anyagán is megél. A téli hónapokban fordul elő októbertől márciusig.

## Hasonló fajok
A téli fülőkének különleges termőideje miatt nincs igazi hasonmása. Egyes esetekben azonban már szeptemberben is megjelenhet, de ilyenkor is csak akkor téveszthető össze más Collybia-fajokkal, ha esetleg a példány föld alatti faanyagon nő. Sötétbarna, bársonyos tönkje jellemző fajbélyeg. A Flammulina nemzetség további fajai (F. fennae, F. mediterranea, F. ononidis) nem télen fordulnak elő, illetve megjelenésük is eltérő.

## Gasztronómiai jelentősége
A japán konyhában a második legfontosabb gomba a siitake után; ott a enokitake néven ismerik. A szigetország évente mintegy 100 ezer tonnát termel a téli fülőkéből, ezzel a gombafaj a hatodik a termesztett gombafajok világranglistáján.
Európai jelentősége abban nyilvánul meg, hogy a téli fülőke azon kevés gombáink egyike, amely még akár karácsonykor is gyűjthető. Termőteste nem érzékeny a fagyra, ha fejlődése közben tartósan hideg időjárású helyzet alakul ki, annak elmúltával újra tovább képes növekedni.